# Easter Road
Lo Easter Road è uno stadio di Edimburgo, città del Regno Unito capitale della Scozia.
Lo stadio è stato inaugurato nel 1883 e ospita le partite casalinghe dell'Hibernian Football Club. Ha una capienza di 20 421 persone.
Inizialmente l'Hibernian giocava le sue partite nei prati a sud di Edimburgo.